# Pro forma (film fra 1912)
Pro Forma eller Kærlighed er en løjerlig ... er en dansk stum romantisk komediefilm fra 1912 produceret af Nordisk Films Kompagni instrueret af Leo Tscherning efter manuskript af Harriet Bloch
Filmen havde premiere den 13. december 1912 i Panoptikon Teatret og blev i tysktalende lande distribueret som Eine Vernunft-Ehe, i engelsktalende lande (herunder Australien) som A Situation Saved, i fransktalende lande som Pour la Forme og i svensktalende lande som Ett förnuftsäktenskap.

## Handling
Halfdan Strange (spillet af Gunnar Helsengreen) er forelsket i fabrikant Wildes hustru, og fabrikantens niece (spillet af Clara Wieth) er forelsket i Halfdan Strange. Fabrikanten opsnapper en besked fra Strange til Fru Wilde med opfordring til et stævnemøde, og for at redde sin tante dukker niecen op til stævnemødet i stedet. Fabrikant Wilde accepterer situationen, men forlanger, at Halfdan Strange gifter sig med niecen, hvilket Strange modvilligt accepterer. Brudeparret er dog indstillede på, at der alene er tale om et pro forma ægteskab, og at det vil blive opløst efter noget tid. Strange bliver selvfølgelig forelsket i sin nye hustru, men hun er stolt og vil ikke give efter for hans tilnærmelser. Men ved list lykkes det, og ægteskabet bevares.

## Medvirkende
- Anton Gambetta Salmson som fabrikant Wilde
- Ebba Thomsen som Elise, fabrikantens hustru
- Gunnar Helsengreen som Halfdan Strange
- Clara Wieth som Evelyn, Wildes niece
- Axel Boesen